# Тойфен (Аппенцелль-Ауссерроден)
Тойфен (нім. Teufen AR) — громада  в Швейцарії в кантоні Аппенцелль-Ауссерроден, округ Міттельланд.

## Географія
Громада розташована на відстані близько 155 км на схід від Берна, 9 км на схід від Герізау.
Тойфен має площу 15,3 км², з яких на 16,9% дозволяється будівництво (житлове та будівництво доріг), 52,5% використовуються в сільськогосподарських цілях, 29,6% зайнято лісами, 1% не є продуктивними (річки, льодовики або гори).

## Демографія
2019 року в громаді мешкало 6362 особи (+10,7% порівняно з 2010 роком), іноземців було 12,6%. Густота населення становила 417 осіб/км².
За віковим діапазоном населення розподілялося таким чином: 19% — особи молодші 20 років, 58,5% — особи у віці 20—64 років, 22,5% — особи у віці 65 років та старші. Було 2767 помешкань (у середньому 2,3 особи в помешканні).
Із загальної кількості 2850 працюючих 120 було зайнятих в первинному секторі, 508 — в обробній промисловості, 2222 — в галузі послуг.